# Meckel-Syndrom
Das Meckel-Syndrom (Synonym: Meckel-Gruber-Syndrom, Gruber-Syndrom und Dysencephalia splanchnocystica) ist eine Erbkrankheit. Typisch sind Nierenzysten, die grundsätzlich von weiteren Symptomen wie Leberzysten, Gallengangsdysplasien und Polydaktylie begleitet werden. Abhängig vom zugrunde liegenden Gendefekt werden zahlreiche verschiedene Typen unterschieden. Der Erbgang ist autosomal-rezessiv.
Als Erstbeschreiber des Syndroms gilt 1822 Johann Friedrich Meckel der Jüngere.

## Symptome

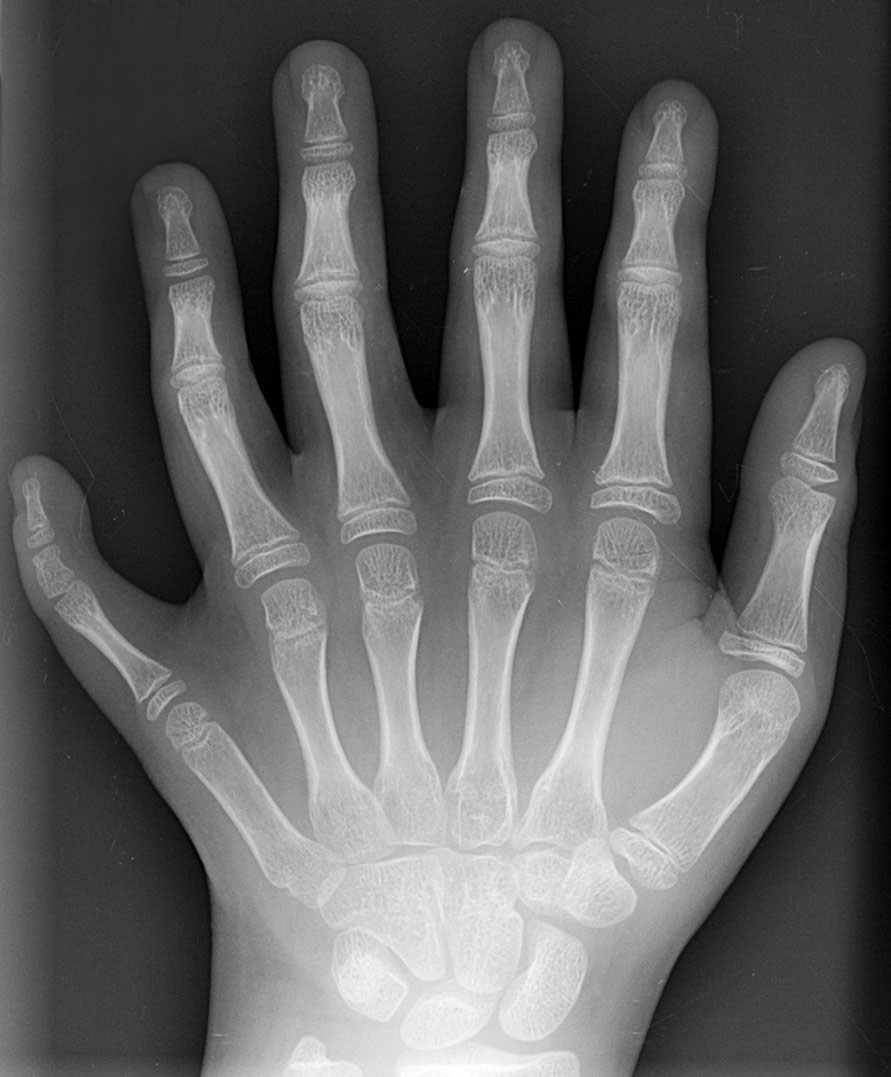
Polydaktylie (Hand mit sechs Fingern) ist ein typisches Symptom

Typisch sind beispielsweise Enzephalozele, Leberzysten, Gallengangsdysplasien, Zystennieren, Polydaktylie, Augenanomalien, Lippen-Kiefer-Gaumen-Spalte, Leberfibrose, Spina bifida und Herzfehler. Um die Diagnose „Meckel-Syndrom“ stellen zu können, müssen mindestens zwei typische Veränderungen vorhanden sein. Die noch im ICD10-Code als „zwingend vorhanden“ abgebildete polyzystische Nierendegeneration gilt heutzutage nicht mehr als notwendiges Kriterium.

## Verbreitung
Die Häufigkeit wird mit 1 zu 38.500 Geburten in Europa angegeben, seine Häufigkeit regional unterschiedlich. Gehäuft tritt es in Finnland auf (Inzidenz 1:140.000–9000).

## Ursache
Je nach zugrunde liegender Mutation können folgende Typen unterschieden werden:
- Typ 1  (finnischer Typ): MKS1-Gen auf Chromosom 17 Genort q23[5]
- Typ 2  (arabischer Typ): TMEM216-Gen auf Chromosom 11 an q12.2[6]
- Typ 3  (indischer Typ): TMEM67-Gen auf Chromosom 8 an q22.1[7]
- Typ 4: CEP290-Gen auf Chromosom 12 an q21.32[8]
- Typ 5: RPGRIP1L-Gen auf Chromosom 16 an q12.2[9]
- Typ 6: CC2D2A-Gen auf Chromosom 4 an p15.32[10]
- Typ 8: TCTN2-Gen auf Chromosom 12 an q24.31[11]
- Typ 9: B9D1-Gen auf Chromosom 17 an p11.2[12]
- Typ 11: TMEM231-Gen auf Chromosom 16 an q23.1[13]
- Typ 12: KIF14-Gen auf Chromosom 1 an q32.1[14] (Letales fetales zerebro-reno-urogenitales Agenesie/Hypoplasie-Syndrom)
- Typ 13: TMEM107-Gen auf Chromosom 13 an p13.1[15]

Mutationen in diesem Gen finden sich auch bei einer Form des Joubert-Syndroms.
Mutationen im TMEM67-Gen finden sich auch beim COACH-Syndrom Typ 1, Mutationen im CC2D2A-Gen finden sich auch beim COACH-Syndrom Typ 2, Mutationen im RPGRIP1L-Gen finden sich auch beim COACH-Syndrom Typ 3
Das Meckel-Syndrom Typ 7 wird als NPHP3-assoziiertes Meckel-ähnliches Syndrom, Synonym: Meckel-ähnliches-Syndrom Typ 1 geführt.

## Therapie und Prognose
Die Prognose ist abhängig von der Art und dem Grad der Ausprägung der vorhandenen Fehlbildungen, aber grundsätzlich als infaust zu betrachten. Neugeborene überleben meist nur wenige Tage. Eine spezifische Therapie ist nicht möglich, in manchen Fällen sind lindernde Maßnahmen angezeigt.